# 최응찬
최응찬(崔應瓚, 1941년 1월 14일~1984년 9월 11일)은 대한민국의 성우이다. 한국방송 성우극회 소속. 1958년 KBS 공채 3기로 입사하여 활동하였다가, 1961년 MBC 공채 1기로 재데뷔했다. 1984년 9월 11일 고혈압으로 사망했다.

## 출연 작품

### 애니메이션
- 별나라 요술공주 (KBS) - 대마왕
- 신밧드의 모험 (KBS) - 알리바바
- 원탁의 기사 (KBS) - 멀린
- 태풍소년 (KBS) - 보케 / 애꾸눈
- 그레이트 마징가 (KBS)
- 정의의 소년 캐산 (KBS)
- 요술공주 밍키 (KBS)
- 돈키호테 (KBS) - 칼라포스 / 마을 이장
- 집없는 소년 (KBS)

### 애니메이션 영화
- 호피와 차돌바위 - 도마술

### 영화
- 죠스 (KBS)
- 사운드 오브 뮤직 (KBS)
- 라스트 콘서트 (KBS) - 리차드 (리차드 존슨)
- 누구를 위하여 종은 울리나 (KBS) - 살라모(블라디미르 소콜로프)
- 천일의 앤 (KBS) - 헨리 8세 (리처드 버튼)
- 빠삐용 (TBC) - 빠삐용 (스티브 매퀸)
- 12인의 성난 사람들 (KBS) - 배심원 8 (헨리 폰다)

### 외화
- 형사 콜롬보 (KBS) - 콜롬보 (피터 포크)

### 그외 방송
- 한 (MBC) - 해설

## 같이 보기
- 문화방송 성우극회